# Мечек
Мечек (на унгарски: Mecsek) е нископланински масив в Югозападна Унгария. Простира се от запад на изток на протежение около 55 km, ширина до 20 km и е разположен в междуречието Дунав – Драва. На северозапад постепенно се понижава във възвишението Желичег (359 m), на североизток – във възвишението Вьолтшег (300 m), а на юг – във възвишението Бараня. Максимална височина връх Зенгьо (682 m), издигаш се на около 10 km североизточно от град Печ. Изграден е основно от варовици, мергели и пясъчници, в които има силно развити карстови форми. Разработват се находища на каменни въглища (Комло) и уранова руда (Кьовагосьольош). На юг текат реки от басейна на Драва (Окар, Печ и др.), на север – десни притоци на Капош и Шио, а на изток – десни притоци на Дунав (Карашица и др.). По-високите му райони са заети от дъбови и букови гори, а ниските части на склоновете му – от овощни градини и лозя. В централната му част е разположен балнеологичният курорт Шиконда-Дьодфюрдьо, а на южното му подножие – големият град Печ.